# ماركو بوبوفيتش
ماركو بوبوفيتش (بالصربية: Марко Поповић)‏ هو لاعب كرة قدم صربي في مركز ظهير ‏، ولد في 25 أغسطس 1982. لعب مع النجم الأحمر بلغراد وزرينيسكي موستار ونادي ماريبور ونادي ياغودينا.
1. ↑   https://int.soccerway.com/players/marko-popovic/38740/. {{استشهاد ويب}}: |url= بحاجة لعنوان (مساعدة) والوسيط |title= غير موجود أو فارغ (من ويكي بيانات) (مساعدة)